# Peter Koch (compositore)
Peter Koch (Osnabrück, 7 ottobre 1925 – Osnabrück, 20 ottobre 2013) è stato un compositore e educatore musicale tedesco.
Sviluppò concetti e metodologie didattiche per l'insegnamento della musica nelle scuole di lingua tedesca, arricchendo la cultura musicale della città di Osnabrück, dello stato della Bassa Sassonia e dell'intera Germania attraverso numerose attività.

## Biografia
Dopo aver prestato servizio militare nella Seconda guerra mondiale, dal 1946 Koch studiò a Berlino (Hochschule für Musik, tra gli altri con Hermann Grabner), a Trossingen (trasferimento delle accademie musicali di Stoccarda/Heidelberg a causa della guerra) e all'Università di Münster (studi di tedesco, filosofia e musicologia con Werner Korte), superando gli esami di musica scolastica, violino (SMP), composizione (maturità artistica) con lode. Nel 1952 fu nominato assistente universitario a Trossingen e insegnò  musica e tedesco nei ginnasi di Osnabrück, diventando direttore degli studi nel 1971.
Peter Koch fu autore e co-editore della collana di libri scolastici Musik um uns (1972-1993) e ha pubblicato sul metodo Nü, da lui inventato nel 1951. Scrisse numerosi articoli, recensioni, glosse per importanti riviste specializzate (Musik im Unterricht, Musik und Bildung, NMZ, Melos), riviste associative e quotidiani, in particolare in relazione alla musica contemporanea. Fu relatore in numerose conferenze su questo tema, negli Stati Uniti nel 1966 e nel 1984 davanti all'ISME (International Society for Music Education); all'UNESCO nel 1967. Come consigliere di Stato per i licei della Bassa Sassonia, fu attivo nella formazione degli insegnanti e negli esami, nella stesura di linee guida e nella riforma della scuola, anche come rappresentante di Stato a livello federale (Conferenza dei Ministri dell'Istruzione e degli Affari Culturali). Peter Koch fu presidente statale dell'Associazione dei musicisti scolastici tedeschi (VDS) dal 1967 al 1975 (presidente onorario dal 1999) e secondo presidente federale dal 1972 al 1979. Nel 1968 fondò l'Orchestra Sinfonica Giovanile della Bassa Sassonia e nel 1969 l'Orchestra Giovanile Federale, i cui concerti sono stati sostenuti dal Consiglio Musicale Tedesco.
Fece parte del Circolo dei compositori di Osnabrück, di cui fu presidente per 15 anni (1981-1996) e compose numerose canzoni e cicli di canzoni (anche su testi di Wilhelm Busch, Erich Kästner e Albert Vigoleis Thelen), opere corali, molti canoni, opere solistiche per pianoforte e violoncello, musica da camera per vari strumenti, dal duo al quartetto d'archi e al quartetto di pianoforti, un concerto per violino e varie opere di teatro scolastico.

## Premi e onorificenze
Nel 1989 ricevette la Croce federale al merito per i servizi resi, per mano di Johann-Tönjes Cassens, allora Ministro della Scienza e dell'Arte della Bassa Sassonia.
Il 24 gennaio 2002, il Dipartimento di Educazione e Studi Culturali dell'Università di Osnabrück conferì a Peter Koch la laurea honoris causa e la dignità di Dottore in Filosofia per gli eccezionali servizi resi all'educazione musicale.
Nel gennaio 2006 il sindaco di Osnabrück lo onorò con la Medaglia Justus Möser, la più alta onorificenza della città.